# Erigeron peregrinus
Erigeron peregrinus là một loài thực vật có hoa trong họ Cúc. Loài này được (Banks ex Pursh) Greene mô tả khoa học đầu tiên năm 1897.